# Paul Hausser
Paul Hausser (Ciudad de Brandeburgo, Prusia, Alemania, 7 de octubre de 1880-Ludwigsburg, Wurtemberg, Alemania, 21 de diciembre de 1972) fue un militar alemán en la Alemania nazi durante la Segunda Guerra Mundial, conocido como "Papa Hausser" por sus oficiales y elementos de tropa, quienes lo consideraban el decano de las Waffen SS.

## Biografía
Paul Hausser nació en el seno de una familia prusiana de gran tradición militar. Continuando con la tradición familiar, se alistó en el Cuerpo de Cadetes de Köslin en el año 1892, graduándose en 1899 en la Academia de Cadetes Gross-Lichterfelde, que posteriormente fue la cuna de la División Leibstandarte Adolf Hitler.
Fue un eficaz oficial de infantería que llamaba la atención de sus superiores, por lo que fue seleccionado para la escuela de guerra de Berlín, donde permaneció desde octubre de 1908 hasta julio de 1911. Contrajo matrimonio un año después, en 1912, con Elisabeth Gérard, con quien tuvo una hija. A partir de 1912 Hausser fue oficial de Estado Mayor, ascendiendo al grado de capitán unos meses después del estallido de la Primera Guerra Mundial|Gran Guerra]]. Durante la misma, Hausser alcanzó la graduación de mayor, sirviendo a las órdenes del príncipe Ruperto de Baviera, considerado uno de los mejores oficiales del ejército imperial alemán durante la Primera Guerra Mundial. Al finalizar la contienda, Hausser era un oficial galardonado con numerosas condecoraciones, tanto alemanas como austriacas, incluyendo la célebre Cruz de Hierro. En 1919 fue uno de los oficiales seleccionados para formar parte de la Reichswehr, el reducido ejército de 100.000 hombres que impuso el tratado de Versalles. Quedó al mando del Regimiento de Fusileros "Mariscal de campo Graf von Moltke", en la frontera oriental de Alemania. Durante la década de los veinte ejerció diferentes mandos, logrando ascender a mayor general el 1 de febrero de 1931. El 31 de enero de 1932 abandonó la Reichswehr con la graduación de teniente general.
En 1933, entró en la asociación de veteranos "Stahlhelm" (Cascos de acero), una agrupación de veteranos con tendencias políticas derechistas, que tuvo muchos adeptos en el periodo de entreguerra, convirtiéndose en uno de sus líderes. Cuando las SA, grupo paramilitar del Partido Nazi, absorbieron esta organización en 1934, fue invitado por Heinrich Himmler a unirse a las SS, integrándose en esta organización con el rango de Standartenführer. La carrera de Hausser dentro de la jerarquía nazi y de las SS fue fulgurante. El 15 de noviembre de 1934, fue elegido para formar las SS-Verfügungstruppe, creando la Escuela de Entrenamiento de Oficiales SS-Führerschule, en Brunswick. En 1935 fue nombrado Inspector de la Escuela SS-Junkerschule, ascendiendo un año después el grado de Brigadeführer. Al inicio del conflicto era Generalleutnant (general de división) y fue conocido por sus alumnos y compañeros de armas por el cariñoso apelativo de "Papa Hausser".

## Segunda Guerra Mundial
Comenzó la guerra participando como observador de la División Panzer Kempf en la Campaña de Polonia y finalizada ésta, recibió el mando de la recién formada División SS-VT (que más tarde será la 2.ª División SS Das Reich). Tomó parte en las campañas de Francia, Yugoslavia y en la invasión de la Unión Soviética, siéndole concedida la Cruz de Caballero el 8 de agosto de 1941.
Hausser fue herido gravemente el 14 de octubre de 1941, perdiendo el ojo derecho; finalizada su recuperación, en mayo de 1942 recibió el mando del I SS Cuerpo Panzer, unidad formada por las divisiones SS Das Reich, Leibstandarte Adolf Hitler y Totenkopf.
En enero de 1943, el I SS Cuerpo Panzer fue destinado al sector de Járkov, en el frente ruso, participando en febrero en la tercera batalla de Járkov. El I SS Cuerpo Panzer, equipado con algunos tanques Tiger, llevó la mayor parte del peso de las operaciones durante la batalla. Bajo el mando de Hausser, y ante el riesgo de ser embolsados por fuerzas muy superiores, se replegó de la ciudad de Járkov, desobedeciendo órdenes directas de Hitler, que le había ordenado defender la ciudad. En marzo, tomó parte en la contraofensiva que permitió recuperar la ciudad, quedando demostrado el acierto de su acción. Tras este brillante éxito, es ascendido a Oberstgruppenführer (capitán general, rango de las Waffen-SS, solo por debajo del Reichsführer). Con posterioridad, participó en la Batalla de Kursk y recibió el 28 de julio de 1943 las Hojas de Roble para su Cruz de Caballero. Las divisiones SS Hohenstaufen y Frundsberg se unieron al I SS Cuerpo Panzer, que pasa a llamarse II SS Cuerpo Panzer, que intervinieron en la retirada del 1.er Ejército Panzer y en los combates en Galitzia. En junio de 1944, el II SS Cuerpo Panzer fue destinado a Normandía para enfrentarse a la invasión aliada, entrando en acción el 28 de junio en el contraataque contra la Operación Epsom del ejército británico a través del río Odon. En junio de 1944, tras el suicidio del comandante del 7.º Ejército, Friedrich Dollmann, Hausser se hizo cargo del mando de este ejército, siendo el único oficial de las Waffen-SS en comandar un Grupo de Ejércitos de la Wehrmacht. El 20 de agosto de 1944, durante la retirada de la Bolsa de Falaise, Hausser fue gravemente herido. Por todos estos méritos, recibió el 26 de agosto de 1944 las Espadas para su Cruz de Caballero, pasando el resto del año convaleciente de sus heridas.
El 23 de enero de 1945 fue nombrado comandante del Grupo de Ejércitos del Alto Rin. Cinco días después, al ser disuelto este grupo de ejércitos, Hausser pasó a ser el comandante del Grupo de Ejércitos G, que defendía el ala sur del Grupo de Ejércitos B, hasta la frontera con Suiza. Fue relevado del mando el 3 de abril de 1945, debido a sus fuertes discrepancias con Hitler, pasando a formar parte del Estado Mayor del mariscal Kesselring, que mandaba el Frente Occidental (Comando del Ejército Oeste, en alemán: Oberbefehlshaber West, OB West). El 8 de mayo de 1945 fue nombrado representante Especial de Seguridad y Orden, rindiéndose un día después, el 9 de mayo de 1945, en Austria.

## Posguerra
Tras rendirse el por entonces SS Oberstgruppenführer y Generaloberst de las Waffen-SS (capitán general), fue confinado en diferentes campos de prisioneros.
En 1946 fue llamado como testigo durante los Juicios de Núremberg por crímenes de guerra, testificando a favor de otros miembros de las SS. Permaneció en un campo de internamiento alemán hasta que fue puesto en libertad a mediados de 1948.
Tras su liberación se convirtió en dirigente de la asociación de veteranos de las Waffen-SS y escribió varios libros: "Waffen-SS im Einsatz" (Waffen-SS en Acción), Pless Verlag, Göttingen (1953) y "Soldaten wie andere auch" (Soldados como cualquier otro), Munin Verlag, Osnabrück (1966), aparte de otros escritos como "A. Gp. G (Dec. 44 - 21 Mar. 45) report of the commander", "Seventh Army (13-14 Aug 44)", "Army Group G (25 Jan-21 Mar 45)" y "Normandy- Seventh Army (29 Jun - 24 Jul 44)".
Falleció en Ludwigsburg (Wurtemberg) el 21 de diciembre de 1972, a la edad de 92 años.